# Daughter of the Wolf - La figlia del lupo
Daughter of the Wolf - La figlia del lupo (Daughter of the Wolf) è un film canadese del 2019 diretto da David Hackl.

## Trama
Dopo essere stata in missione in Medio Oriente il soldato Clair Hamilton torna a casa e scopre che suo figlio è stato rapito e le viene chiesto un riscatto. La donna prende con sé un ostaggio del gruppo dei rapitori per trovare suo figlio.

## Distribuzione
Il film è stato distribuito a partire dal 14 giugno 2019.